# Духовникова, Теодора
Теодора Духовникова (болг. Теодора Духовникова; до замужества — Теодора Иванова) (род. в декабре 1977, София, Болгария) — болгарская актриса театра и кино. Известна у себя в стране как «болгарская Мишель Пфайфер».

## Биография
Родилась в декабре 1977 года в Софии. Окончила классическую среднюю школу в Софии, а в 2000 году болгарскую Национальную академию искусства театра и кино с отличием в классе профессора Снежины Танковской и покойного Андрея Баташова.
Летом 2013 года вместе с мужем разбилась на автомобиле, возвращаясь в Софию с Летнего фестиваля в Варне, сломав позвоночник.
Замужем. Супруг — Стефан Духовников, ресторатор, сын известного в Болгарии врача-гинеколога. Двое детей, дочери Бояна и Эма.

## Карьера
Теодора Иванова с 10 лет стала заниматься в детской театральной студии при театре «Сълза и смях» под руководством Бончо Узунова. В 1980-х годах стала сниматься в фильмах Болгарского телевидения. В 2003 году дебютировала на сцене Национального театра Ивана Вазова в роли Саломеи и с тех пор является частью первой труппы.
Самые известные роли в театре — госпожа Д'Олбак в спектакле «Распутник» по одноимённой пьесе Эрика-Эмманюэля Шмитта, Мэрилин в спектакле «Однорукий из Спокана» по пьесе Мартина Макдонаха, Оливии в «Идеальном муже» Оскара Уайльда, Марии в «Процессе против Богомилова» Стефана Цанева и Регины в «Лисице» Лилиан Хелман, а также участие в постановке «Ворона» Калины Попяновой на сцене «Театра 199».
Духовникова снялась в многочисленных болгарских, американских и западноевропейских фильмах и сериалах.

## Фильмография
- 2002 — «Антитело» — Тречак (как Теодора Иванова, видеофильм, США)
- 2003 — «Карающий» — Рита (Теодора Иванова, США, режиссёр — Йосси Вейн)
- 2005 — «Ледяной сон[болг.]» (как Теодора Иванова, Болгария)
- 2006
  - «BBC: Ганнибал» — Имильца (как Теодора Иванова, телефильм, Великобритания)
  - «Китайская жена» — Мариэлла (ТВ-мини-сериал, Италия)
  - «Нюрнбергский процесс: Нацистские преступники на скамье подсудимых» (в титрах не указана, мини-сериал, Великобритания, США)
- 2007 — «Торговые пути» — Лина Линда Хэмилтон (как Теодора Иванова, США—Болгария)
- 2008
  - «Прогноз[болг.]» — Маргарита (кинофильм, Болгария)
  - «Специальное задание» — Энн-Люси Эшли (видео, США)
- 2011
  - «Генерал Делла Ровере» (телефильм, Италия)
  - «Конан-варвар»
- 2012
  - «Капитанская дочка» — Лизавета (телефильм, Италия)
  - «Под прикрытием[болг.]» — Елица Владева (сериал, Болгария)
- 2013 — «Древо жизни[болг.]» — Божура Джелезова (телесериал, Болгария)
- 2015
  - «Собиратель трупов» — Катя (кинофильм, Болгария)
  - «Неоспоримый 4» — Альма (кинофильм, Болгария)
- 2016 — «Слепой Вайша[болг.]» — голос рассказчика в болгарской версии (короткометражный мультфильм, Болгария)
- 2017
  - «Вездесущий» — Анна (кинофильм, Болгария)
  - «Бубльгум» (болг. Дъвка за балончета) — Биляна (кинофильм, Болгария)
- 2018
  - «Горло дьявола» (телесериал, Болгария)
  - «День мертвецов: Злая кровь» — Венди (кинофильм, США—Болгария)

## Награды
- 2012 — «Аскеер[болг.]» за лучшую второстепенную женскую роль за спектакль «Однорукий из Спокана» (Национальный театр Ивана Вазова).
- 2013 — «Модная икона Болгарии»[2]
- 2017 — «Золотая роза» за лучшую женскую роль в фильме «Преодоление».

Дважды признавалась Женщиной года в Болгарии.